# فرانسوا بلا
فرانسوا بلا (انگلیسی: Francoise Bella؛ زادهٔ ۹ مارس ۱۹۸۳) بازیکن فوتبال اهل کامرون است.

وی همچنین در تیم ملی فوتبال زنان کامرون بازی کرده‌است.